# Hôtel-Dieu de París
L'Hôtel-Dieu de París és l'hospital més antic de la ciutat de París. Es troba associat amb la Facultat de Medicina París-Descartes i és a la riba esquerra de l'Île de la Cité, prop de la catedral de Notre-Dame de París. El nom hôtel-Dieu significa 'casa de Déu' en francès i s'empra a França per designar l'hospital principal d'una ciutat. Va ser fundat pel bisbe Landeric de París el 26 de juny de 0651, i al llarg de la seva existència han treballat en ell nombrosos metges i cirurgians que han passat a la història de la medicina, entre ells: Giuseppe Forlenza, Xavier Bichat, Guillaume Dupuytren, Pierre Joseph Desault, Joseph Récamier, Paul Georges Dieulafoy, Armand Trousseau, Jean-Nicolas Corvisart, Ambroise Paré o Marc Tiffeneau.